# Dipartimento per l’informazione e l’editoria

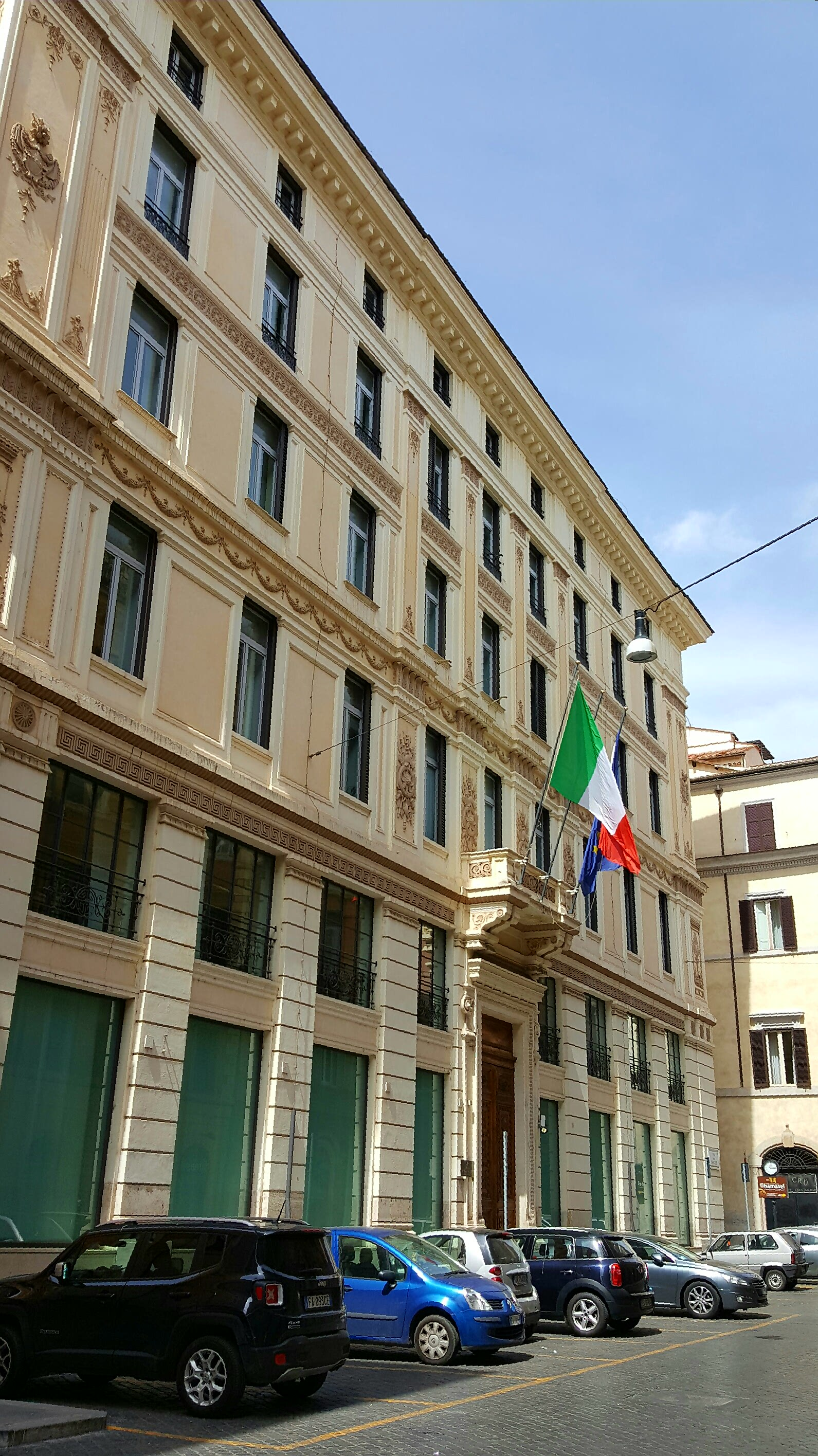
Sitz der Behörde in der Via della Mercede 9

Das Dipartimento per l’informazione e l’editoria (deutsch: „Hauptabteilung für Informationen und das Verlagswesen“) ist eine Organisationseinheit des italienischen Ministerratspräsidiums und hat seinen Sitz in Rom. Die Dienststelle kümmert sich um die Koordinierung der institutionellen Kommunikationsaktivitäten, die Förderung des Verlagswesens und die Koordinierung von Aktivitäten zum Schutz des Urheberrechts.

## Aufgaben
Die Dienststelle kümmert sich u. a. um die folgenden Aufgaben:
- institutionelle Kommunikation
- Kommunikation über die Aktivitäten der Regierung an die Öffentlichkeit
- Vergabe von Kulturpreisen
- Ausstellung von Presseausweisen
- Förderung von Veröffentlichungsunterstützungsrichtlinien
- Überwachung von Urheberrechten
- Bekämpfung der digitalen und multimedialen Piraterie

Außerdem führt sie im Einvernehmen mit weiteren zuständigen Behörden Aufsichtsaufgaben für die Italienische Gesellschaft der Autoren und Verleger (SIAE) aus.

## Struktur
Die Dienststelle ist in zwei sogenannte Büros und fünf nachgeordnete Dienste unterteilt:
- Büro für institutionelle Information und Kommunikation sowie für den Schutz des Urheberrechts
  - Institutioneller Kommunikationsdienst
  - "Media Relations"-Dienst
  - Dienst zum Schutz des Urheberrechts und verwandter Rechte sowie zur Überwachung von Urheberrechtsvermittlungsstellen
- Büro für die Unterstützung der Presse
  - Dienst für die Unterstützung der Presse
  - Dienst für die Unterstützung von Rundfunk- und Fernsehsendern

## Leitung
Die Dienststelle wird von einem Staatssekretär geleitet, welchen die Regierung einsetzt. 
| Amtsinhaber | Amtsinhaber         | Partei              | Amtszeit                               | Regierung (Kabinett) |
| ----------- | ------------------- | ------------------- | -------------------------------------- | -------------------- |
|             | Ricardo Franco Levi | Partito Democratico | 17. Mai 2006 bis 8. Mai 2008           | Prodi II             |
|             | Paolo Bonaiuti      | Forza Italia        | 8. Mai 2008 bis 16. November 2011      | Berlusconi IV        |
|             | Carlo Malinconico   | Parteilos           | 29. November 2011 bis 11. Januar 2012  | Monti                |
|             | Paolo Peluffo       | Parteilos           | 29. November 2011 bis 28. April 2013   | Monti                |
|             | Giovanni Legnini    | Partito Democratico | 28. April 2013 bis 22. Februar 2014    | Letta                |
|             | Luca Lotti          | Partito Democratico | 22. Februar 2014 bis 12. Dezember 2016 | Renzi                |
|             | Sesa Amici          | Partito Democratico | 12. Dezember 2016 bis 1. Juni 2018     | Gentiloni            |
|             | Vito Crimi          | Movimento 5 Stelle  | 1. Juni 2018 bis 5. September 2019     | Conte I              |
|             | Andrea Martella     | Partito Democratico | 5. September 2019 bis 13. Februar 2021 | Conte II             |
|             | Giuseppe Moles      | Forza Italia        | seit dem 13. Februar 2021              | Draghi               |